# Jakub Bodziony
Jakub Bodziony (ur. 24 maja 1886 w Świniarsku, zm. 19 listopada 1953 w Nowym Sączu) – nauczyciel, działacz ludowy, działacz związkowy, poseł na Sejm IV kadencji w II RP (1935–1938), więzień KL Auschwitz i KL Hamburg-Neuengamme.

## Życiorys
Urodził się w wielodzietnej rodzinie chłopskiej. W 1907 ukończył Męskie Seminarium Nauczycielskie w Starym Sączu i rozpoczął pracę w wiejskich szkołach ludowych w Świniarsku i Zbyszycach w powiecie nowosądeckim, podjął działalność w Krajowym Związku Nauczycielstwa Ludowego i ruchu ludowym. Od 1913 w witosowskim PSL „Piast”. W latach I wojny światowej służył w 32 ck pułku obrony krajowej „Neu Sandez”.
W listopadzie 1918 został z ramienia PSL „Piast” członkiem wydziałowym Powiatowej Polskiej Komisji Likwidacyjnej w Nowym Sączu a następnie Rady Przybocznej Komisarza PKL w Nowym Sączu, Franciszka Piątkowskiego.
W latach 1920–1935 był prezesem oddziału powiatowego Związku Nauczycielstwa Polskiego w Nowym Sączu, działał też m.in. w Kołach Młodzieży Ludowej, okręgowym Towarzystwie Rolniczym, i Kółkach Rolniczych. W 1925 został kierownikiem szkoły powszechnej w Chełmcu Polskim k. Nowego Sącza, która stała się lokalnym ośrodkiem działalności społeczno-kulturalnej, oświatowej i patriotycznej.
W 1927 wstąpił do BBWR, gdzie został przewodniczącym nowosądeckiej Powiatowej Rady. W 1935 został wybrany z listy tego bloku w okręgu Nowy Sącz – Nowy Targ na posła do Sejmu RP IV kadencji. Był tam członkiem komisji oświatowej i prawnej oraz Koła Rolników Sejmu i Senatu. Zajmował się reformą rolną, ustawami leśnymi, problemem odszkodowań związanych z wywłaszczeniami przy budowie zbiornika rożnowskiego, ochroną przeciwpowodziową oraz wspieraniem lokalnej przedsiębiorczości. Po zakończeniu kadencji powrócił do wykonywania zawodu nauczycielskiego w Chełmcu. Udzielał się m.in. w Radzie Regionalnej Ziemi Sądeckiej.
Po aresztowaniu przez gestapo w październiku 1939 przetrzymywany w więzieniach w Nowym Sączu, Krakowie i Wiśniczu. 20 czerwca 1940 wysłany drugim transportem do KL Auschwitz (numer obozowy 967), gdzie był świadkiem śmierci swojego najstarszego syna, Antoniego (numer obozowy 195). W marcu 1943 przeniesiony do KL Hamburg-Neuengamme. Przed wyzwoleniem ewakuowany w maju 1945 statkiem Athen, który jako jedyny uniknął zatopienia w Zatoce Lubeckiej. Po powrocie do kraju ponownie podjął pracę nauczyciela w Chełmcu, był członkiem komisji weryfikacyjnej Polskiego Związku Byłych Więźniów Politycznych.

## Życie prywatne
Syn Jakuba i Zofii. Żonaty z Emilią z domu Ozga, miał ośmioro dzieci.

## Ordery i odznaczenia
- Krzyżem Oficerskim Orderu Odrodzenia Polski
- Złoty Krzyż Zasługi
- Srebrny Krzyż Zasługi (10 listopada 1933)[1]
- Brązowy Medal za Długoletnią Służbę